# Peder Munk

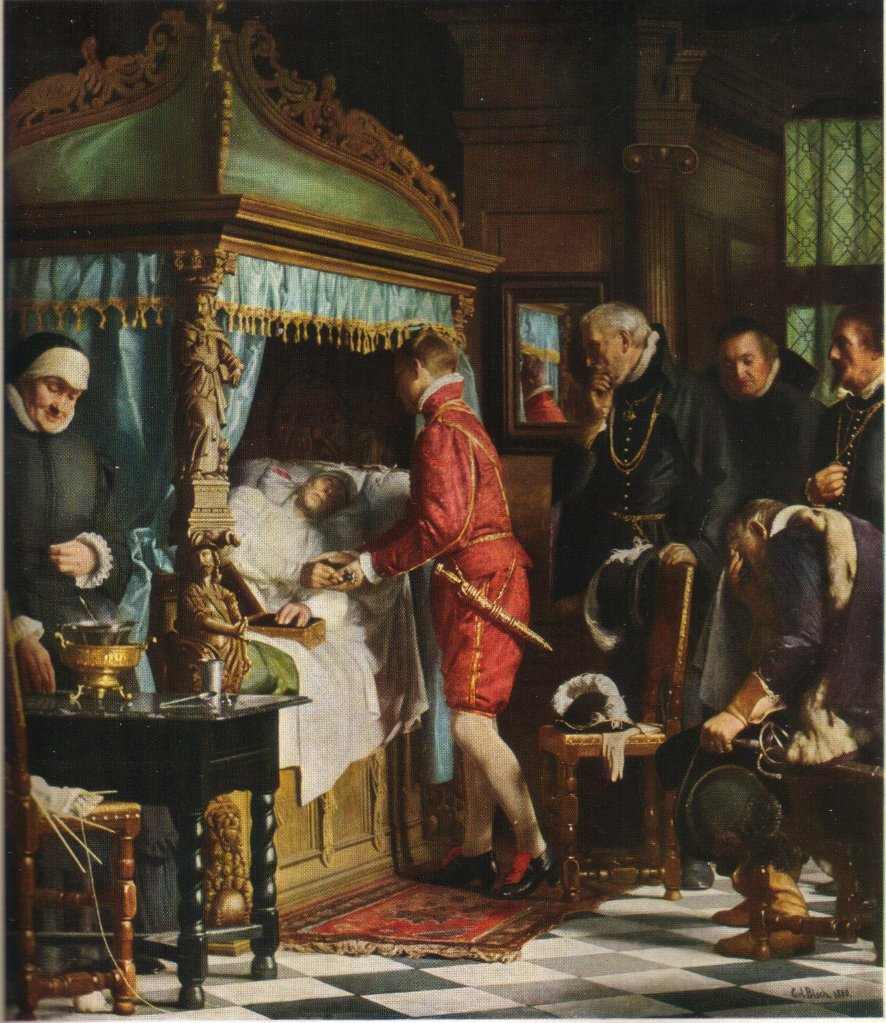
Ved Niels Kaas' dødsleje, Kristian IV och Peder Munk vid Niels Kaas dödsbädd (1594)

Peder Munk, född 1534, död 1623, var en dansk amiral och ämbetsman. Han var farbror till Kirsten Munk.
Munk deltog 1564–1570 i det danska sjökriget mot Sverige. Han blev 1571 riksråd, 1576 riksamiral, den förste med detta ämbete och var 1588–1593 medlem av förmyndarregeringen för Kristian IV. Sedan kungen övertagit styrelsen var han 1596–1608 riksmarskalk.